# Schutzverwandter
Schutzverwandter (auch: Schutzgenosse) ist ein Rechtsinstitut aus dem Mittelalter, das im Wesentlichen bis ins 19. Jahrhundert in deutschen Ländern Geltung hatte.

## Definition
Er bezeichnet im weiteren Sinne eine Person, die mit einer politischen Gemeinschaft verbunden ist und ihren Schutz genießt, ohne ihr im eigentlichen Sinne anzugehören.

### Schutzverwandter (Einwohner einer Stadt)
Im engeren Sinne ist damit ein (legitimer) Einwohner einer Stadt gemeint, der nicht das Bürgerrecht innehatte, aber nach Ableistung eines Schutzverwandteneides dennoch einen gewissen Schutz durch das Gemeinwesen genoss. Schutzverwandte unterstanden der Polizei und der Gerichtsbarkeit der Stadt.
Umfasst waren regelmäßig das Wohnrecht und die Erlaubnis, die allgemeinen Anstalten der Gemeinde zu benutzen.
Nicht erlaubt war einem Schutzverwandten, selbstständig ein bürgerliches Gewerbe zu betreiben oder den Zünften beizutreten. Dies wurde teilweise sogar als Vorteil aufgefasst, da der Stand des Schutzverwandten nicht die (insbesondere finanziellen) Verpflichtungen des Bürgerrechts und die Reglementierungen der Zünfte mit sich brachte. Auch durfte ein Schutzverwandter kein öffentliches Amt bekleiden.
Rechte bei den Gemeindeweiden und Holzrechte standen Schutzverwandten meist in eingeschränkter Form zur Verfügung; in der Regel mussten sie eine Zahlung in Geld leisten, um diese Vorteile nutzen zu dürfen.
Da wegen der damit verbundenen Kosten nicht jeder das Bürgerrecht anstrebte, wurden Schutzverwandte oft nach spätestens drei Monaten aufgefordert, das volle Bürgerrecht zu erwerben und insbesondere die dazu nötigen Geldzahlungen zu leisten. Teilweise wurden dazu Repressalien angewandt, wie etwa das Androhen der Ausweisung, Pfändung, Arrest oder Gefängnis. Diesbezügliche Tendenzen gab es vor allem in der ersten Hälfte des 19. Jahrhunderts, und zwar als Folge der Lockerung der Zunftverfassungen und als Vorbote künftiger Gewerbefreiheit.
Es stand den Schutzverwandten aber frei, eine jährliche Schutzgeldzahlung zu leisten. Wer dies getan hatte, durfte nicht genötigt werden. Eine solche Regelung konnte günstig sein, etwa wenn jemand keine Meisterstelle anstrebte, aber trotz einer Ehe als Geselle bei einer zum Gewerbe berechtigten Meisterwitwe arbeitete. Im Erbfall waren seine Rechte dann denen eines Bürgers gleichgestellt. Von der Nötigung ausgenommen war auch, wer vor der Pest, Kriegsgefahr oder Verfolgung in der Stadt Zuflucht gefunden hatte, solange die Ursache andauerte.
In der Regel rekrutierten sich Schutzverwandte aus den Reihen der Gesellen, Lehrlinge, Arbeiter, Tagelöhner und Juden.
Von den Schutzverwandten abzugrenzen waren die sogenannten „Ankömmlinge“ (advenae), die nur vorübergehenden Aufenthalt in der Stadt hatten. Diese konnten zwar vor den einheimischen Gerichten verklagt werden, hatten selbst aber kein Klagerecht oder Anspruch auf städtische Leistungen.
Der Begriff des Schutzverwandten fand bis ins 19. Jahrhundert, teils bis nach 1918 Gebrauch. Er wurde schließlich nicht mehr verwendet, weil ab dem 19. Jahrhundert die Schutzverwandten im Allgemeinen die gleichen Lasten zu tragen hatten wie die Vollbürger, so dass die Unterscheidung schließlich keinen Sinn mehr hatte.

### Schutzgenosse (fremde Staatsangehörige)
In Deutschland bezeichnete man damit auch einen fremden Staatsangehörigen, dem der deutsche Konsularschutz zugesichert worden war.